# Благодатне (Казахстан)
Благода́тне (каз. Благодатное) — село у складі Урджарського району Абайської області Казахстану. Входить до складу Баркитбельського сільського округу.
Населення — 192 особи (2021; 283 у 2009, 426 у 1999, 422 у 1989).
Національний склад станом на 1989 рік:
- казахи — 48 %
- росіяни — 33 %